# Danmark
För andra betydelser, se Danmark (olika betydelser).
Danmark är en konstitutionell monarki i norra Europa. Danmark gränsar landfast till Tyskland i söder samt maritimt mot Sverige i öster och Norge i norr. Danmark, Färöarna och Grönland bildar tillsammans Konungariket Danmark (danska: Kongeriget Danmark). I Konungariket Danmark har Färöarna och Grönland utvecklat självstyre. Danmark är administrativt uppdelat i 5 regioner och 98 kommuner sedan den 1 januari 2007. Danmark hade 1. maj 2025 en befolkning på 6 001 008 (källa:Statistikbanken.dk/Borgere), varav en fjärdedel i huvudstaden Köpenhamn. 72 öar var bebodda den 1 januari 2008.
Danmark är en parlamentarisk demokrati där regeringen skall ha det danska parlamentets, Folketingets, förtroende för att få sitta kvar enligt grundlagen (Danmarks grundlag § 15).
Landet gick 1973 med i Europeiska gemenskaperna, vilken senare ombildades till Europeiska unionen. Färöarna valde dock att inte ansluta sig tillsammans med resten av Danmark, inklusive Grönland. Efter en folkomröstning utträdde Grönland ur EG 1985 på grund av dispyter om fiskerättigheter. Danmark är medlem i Organisationen för ekonomiskt samarbete och utveckling, Nato, Förenta nationerna och många andra internationella organisationer, samt deltar i Schengensamarbetet.
Namnet Danmark härstammar dels från den germanska folkgruppen danerna, som omnämns från 500-talet, dels från ett ord som betecknar gränsområde.

## Historia

### Förhistoria
Spår från människor har på några få platser upptäckts från så långt tillbaka som mellanistiden för ungefär 100 000 år sedan. Därefter har man först hittat fynd från renjägare i området från ca 10 000 f.Kr. Några tusen år senare hade Danmark täckts av skog, vilket ledde till att jägare och fiskare sökte sig till området och blev bofasta. Jordbruk har bedrivits i regionen sedan år 4 000 f.Kr. Bronsframställning påbörjades 2 000 f.Kr. och fynd från järntillverkning har hittats från år 500 f.Kr.

### Historia
Daner återfinns första gången i skriftliga källor från 500-talet av Jordanes och Prokopios. Danerna var av allt att döma bosatta i nuvarande Danmark, som också skulle ha fått sitt namn efter dem. Stammens ursprung är dunkelt, och Jordanes påstående att den härstammar från svearna har inte något större källvärde. Första gången danskar och namnet Danmark nämns är i ärkebiskop Ansgars brev, skrivet någon gång mellan åren 834 och 865, samt i påve Nicolaus I:s bulla år 864 som stadfäster Ansgar som ärkebiskop och missionär för danskar och svenskar.
Därnäst ses namnet Danmark i samband med att den anglosaxiske kungen Alfred den store slog tillbaka danska vikingar vid Edington år 885, och 75 år senare är det belagt i Danmark på Jellingestenen. På vikingatiden skapade Knut den store ett välde runt Nordsjön. I det ingick stora delar av England och södra Norge, men Knut den stores välde överlevde inte sin skapare med många år och dess sönderfall markerar också slutet på landets vikingatid. Under medeltiden var landet omfattande, bland annat erövrades delar av Baltikum, Gotland och norra Tyskland under kungarna Valdemar Sejr och Valdemar Atterdag för det danska väldet.
År 1397 bildades Kalmarunionen av drottning Margareta I och hennes fosterson Erik av Pommern. Detta första försök att ena Norden i ett enda sammanhållet rike föll inte väl ut, då unionen var måttligt populär framförallt i Sverige, som också lämnade den med Gustav Vasas trontillträde 1523. I mitten av 1600-talet förlorade Danmark sin östra landsände Skåneland (Skåne, Halland och Blekinge) till den nya stormakten Sverige. Från Kalmarunionens bildande fram till 1814 ingick också Norge i det danska väldet. Efter 1814 blev de norska områdena Färöarna, Grönland och Island officiellt danska. Island blev en självständig republik 1944, och Grönland fick omfattande självstyre 1979.

## Geografi

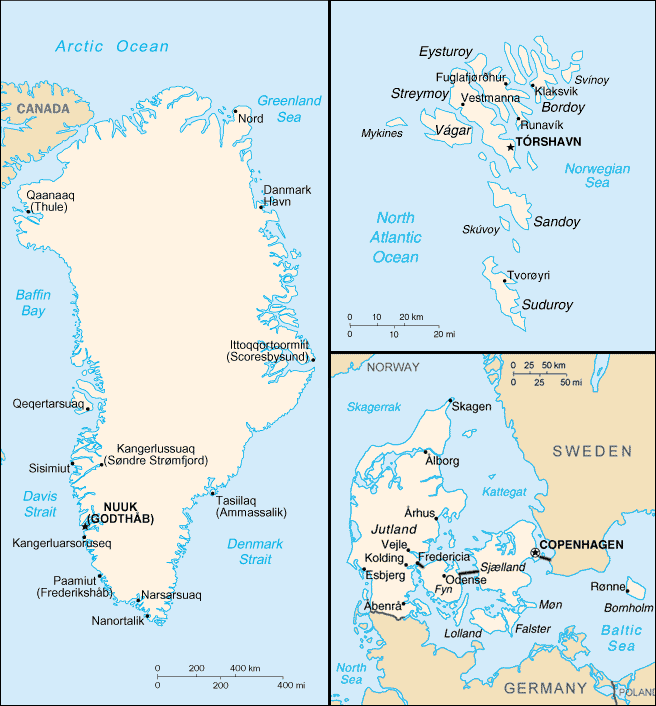
Karta över Danmark, Färöarna och Grönland.

Danmark ligger i Nordeuropa, mellan haven Östersjön och Nordsjön och har landförbindelse med Tyskland i söder och med Sverige i öst via Öresundsförbindelsen samt havsgräns i norr till Norge. Kungariket omfattar geografiskt också två självstyrande områden, Färöarna och Grönland.
Danmarks nordligaste punkt är Skagen (Skagens norra strand) vid 57° 45' 7" nordlig breddgrad, den sydligaste är Gedser (sydliga delen av Falster) vid 54° 33' 35" nordlig breddgrad, den västligaste är Blåvandshuk vid 8° 4' 22" östlig breddgrad och den östligaste är Østerskær vid 15° 11' 55" östlig breddgrad. Det är i skärgården Ertholmene 18 kilometer nordöst om Bornholm. Från öst till väst är det 452 km, från nord till syd 368 km.

### Topografi och hydrografi
Danmark består geografiskt av den mellersta och norra delen av halvön Jylland och 443 namngivna öar (1419 stycken över 100 m² (2005)). Av dessa är 72 bebodda (2008), där de största är Själland, Vendsyssel-Thy och Fyn. Ön Bornholm är belägen något öst om resten av landet i Östersjön. Många av de större öarna är sammanbundna med broar; Öresundsförbindelsen sammanbinder Själland med Sverige, Stora Bältbron sammanbinder Fyn med Själland och Lilla Bältbron sammanbinder Jylland med Fyn. Färjor eller små båtar sammanbinder med de mindre öarna. Största städerna är huvudstaden Köpenhamn (på Själland och Amager), Århus, Ålborg och Esbjerg (på Jylland) och Odense (på Fyn).
Landet är förhållandevis platt med små höjder där medelhöjden över havet ligger på 31 m och den högsta naturliga punkten är Møllehøj som mäter 170,86 m. Andra höjder i samma område sydväst om Århus är Yding Skovhøj på 170,77 m och Ejer Bavnehøj på 170,35 m. Ytan för innanhavet är: 210 km² (östra Danmark); 490 km² (västra Danmark).
Danmark består av 443 namngivna öar vilket resulterar i en lång kustremsa, 7314 km. En cirkel som omger hela Danmarks yta skulle ha en omkrets på bara 742 km. Andra kännetecken som visar det nära sambandet mellan land och hav är att ingen plats i Danmark är längre ifrån kusten än 52 km. Den totala landytan kan inte exakt fastslås då havet konstant eroderar och lägger till material längst kusterna och på grund av mänskliga förbättringsprojekt för att motverka erosion. På den sydvästra kustremsan av Jylland är tidvattnets nivå mellan 1 och 2 meter och tidvattensgränsen flyttas utåt och inåt på en 10 kilometers sträcka.

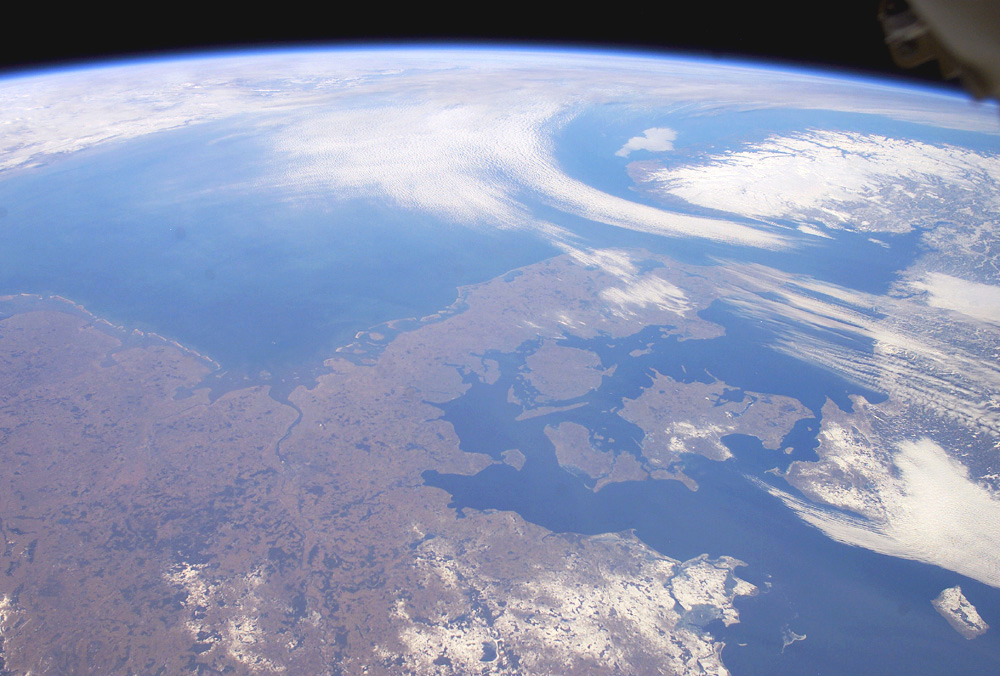
Danmark och norra Tyskland sett från rymden.

Enligt WWF kan Danmarks territorium delas in i två ekoregioner: den atlantiska blandade skogar och baltiska blandade skogar. Färöarna täcks av de boreala gräsmarkerna medan Grönland har ekoregionen Kalaallit Nunaat hög arktisk tundra och Kalaallit Nunaat låg arktisk tundra.

### Klimat
Danmark ligger i den tempererade zonen och klimatet är, på grund av vindarna, milt för breddgraden. Extrema väderförhållanden förekommer sällan då höga och branta berg saknas och ingen plats i landet ligger längre än 55 kilometer från kusten.
På grund av närheten till havet är temperaturskillnaderna mellan årstiderna förhållandevis små. Detsamma gäller också vanligen mellan olika orter. Under vintrarna finns dock liten nord-sydlig temperaturskillnad, men denna är under 1 graders differens. Kallast vintertid är det vanligen längs den jylländska höjdryggen (med några toppar på över 170 m ö.h.). Det finns även en antydan till öst-västlig skillnad. Sålunda är sydvästra Jylland (kring Esbjerg och syd därom) Danmarks mildaste område vintertid med knappt 1 plusgrad i dygnsmedeltemperatur (detta är dock ej lika milt som längs södra Norges västkust kring Bergen och Stavanger). Vårens första värmeböljor får Bornholm (och vissa andra östvända kuster vid Östersjön) mindre nytta av, då Östersjöns ytvatten tar lång tid på sig för att värmas upp. Grundare hav och fjordar värms fortare upp. Och Nordsjöns ytvatten blir i allmänhet inte lika nedkylt som Östersjöns under vintern. Däremot kan Sønderjylland värmas upp rejält redan i april, om kontinenten är uppvärmd och vinden sydlig, eftersom vinden då inte behöver passera över hav (det är dock få dagar per år detta fenomen gynnar området).
I allmänhet är vintrarna milda och disiga (eller blåsiga) med enbart kortare perioder med snö, oftast i februari.
Stormar, inklusive snöstormar, kan slå till mycket kraftigt i det öppna och kustnära landskapet från oktober till februari. Medeltemperaturen för Köpenhamn under januari och februari är 0,0 °C.
På sommaren är det behagligt varmt med dagstemperaturer kring drygt +20 grader. Sommarnätterna är mörkare än i större delen av Sverige, men milda. Dygnsmedeltemperaturen för Köpenhamn ligger på +17 grader. Minst någon gång under sommaren kan temperaturer över 30 plusgrader uppmätas. Rekordet är 36,4 grader i Holstebro, Jylland från den 10 augusti 1975.
På grund av de dominerande västliga- eller sydvästliga vindarna faller mycket nederbörd över landet. Danmark har i genomsnitt 170 regndagar per år (då det faller nederbörd någonstans i Danmark). Mest nederbörd faller perioden juli-november, och minst nederbörd faller perioden april-juni.
Nederbörden sommartid kommer främst i form av skurar.
Några få gånger har kylig luft från nordost tagit sig in över landet vintertid, vilket gör att temperaturen i vissa undantagsfall kan sjunka ned till under 25 minusgrader, eller, i extrema fall, under -30 grader. Rekordet är 32 minusgrader.
Det blåser stadiga väst- och sydvästvindar året om, vilka är den viktigaste förklaringen till det milda klimatet. Det relativt flacka landskapet är även hårt ansatt av kraftiga vindar. Ibland kan kraftiga orkanvindar, främst vintertid, lamslå områden på grund av nedfallna träd och nedrivna elledningar.

### Växt- och djurliv
Den ursprungliga lövfällande skogen som bildades bland annat av björk, ek, alm och lind blev avverkad under flera århundraden av mänsklig aktivitet. Vid början av 2000-talet var bara omkring 12 procent av landets yta täckt med skog eller trädgrupper. I Jylland planterades barrskogar med gran och ädelgran i regioner som ursprungligen var hedområden. Det största sammanhängande skogsområde är Rold Skov.
På grund av de nämnda förändringarna finns några djur som levde i Danmarks territorium inte kvar eller de blev mycket sällsynta, däribland brunbjörn, varg, älg och under en längre tid vildsvinet. Det största landlevande däggdjuret i Danmark är kronhjorten. Dessutom förekommer olika fladdermöss, fälthare och igelkott i större antal. I de danska havsområdena lever flera delfiner, tumlare och sälar.
Ungefär 300 olika fågelarter lever i landet eller besöker Danmark för längre tider under året. Särskilt fågelrika är kusterna och öarna. Typiska fåglar är hägrar, svanar och vit stork. Under årets varma månader ökar antalet fjärilar betydligt. Flera av dessa flyttar hit från Medelhavsregionen.
Olika fiskar som torsk, sill och rödspätta parningsleker i havet kring Danmark.

## Styre och politik

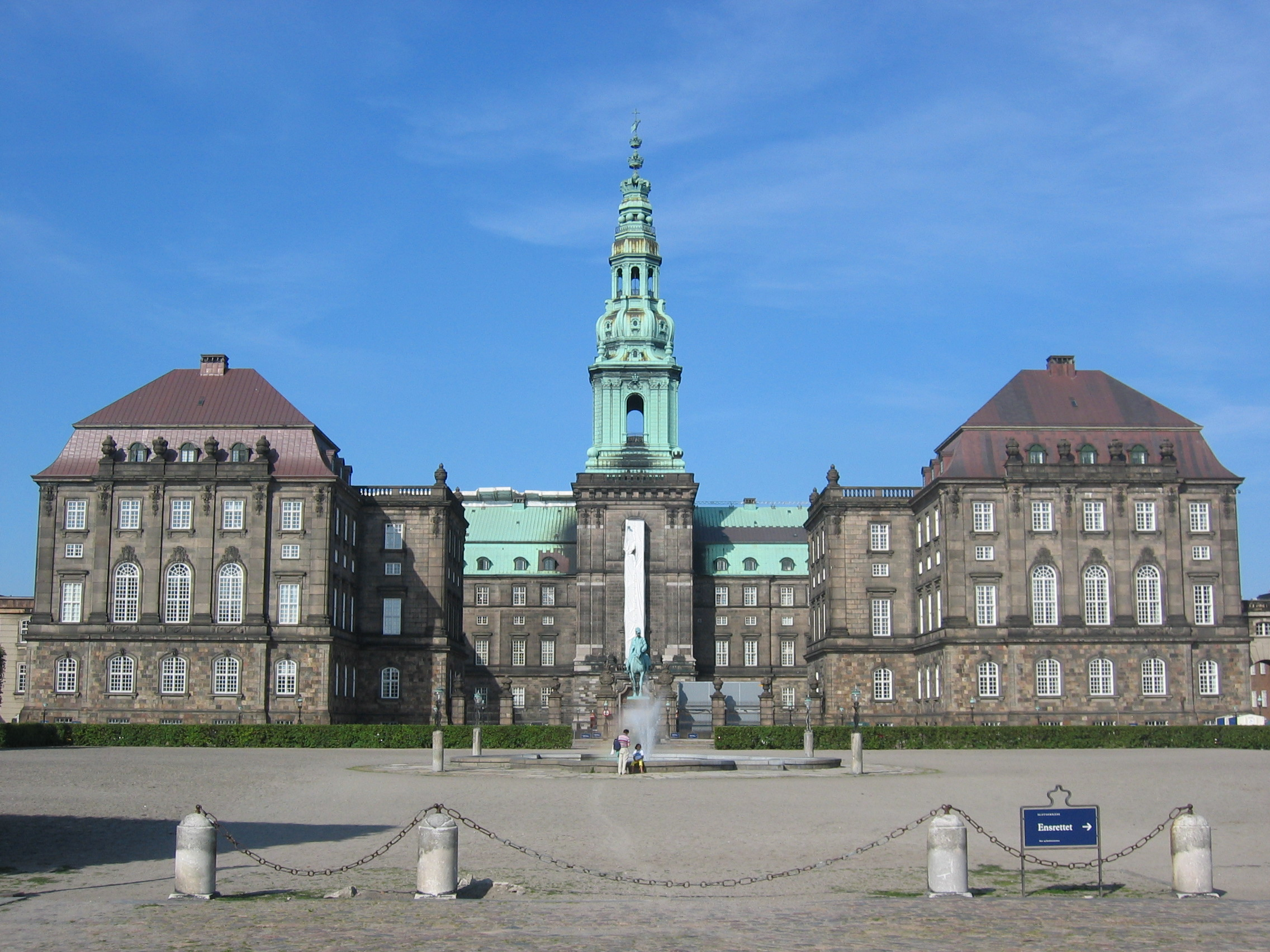
Folketinget har sitt säte i Christiansborgs slott i Köpenhamn.

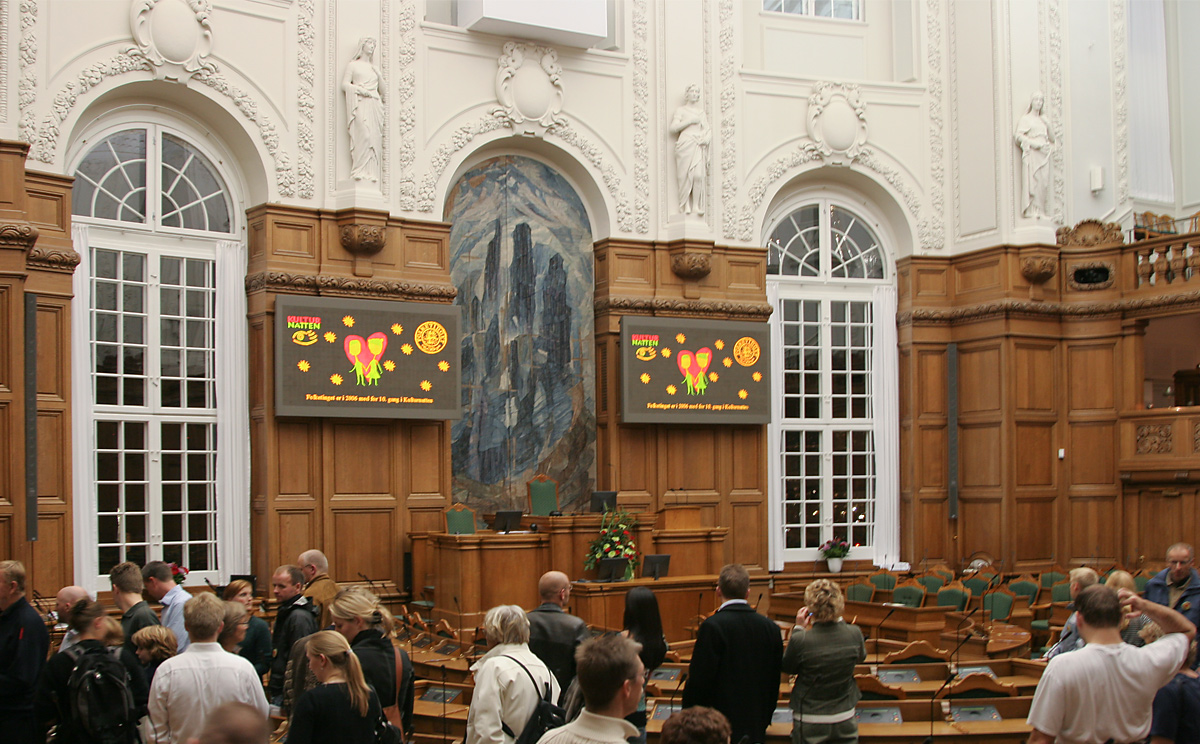
Folketingssalen inne i Christiansborgs slott.

### Författning och styre
Danmark är en konstitutionell monarki och dess monark sedan 14 januari 2024 kung Frederik X. I praktiken styrs dock landet av Danmarks statsminister och regeringen i kungens namn. Regeringen är ansvarig för sina handlingar inför den lagstiftande församlingen Folketinget och ska ha parlamentariskt stöd där. Sedan slutet av juni 2019 är Mette Frederiksen landets statsminister.
Val till Folketinget måste hållas vart fjärde år, men vanligen beslutar kungen på inrådan av statsministern om tidigare val innan dess. I praktiken är det statsministern ensam som bestämmer när det skall vara val till folketinget, och den enda begränsningen är att det skall ske inom fyra år efter förra valet. Begreppet nyval existerar inte i Danmark; varje val är ett ordinärt val som inleder en ny fyraårig mandatperiod. Detta system gör att valrörelsen ofta blir mycket kort, tre till fyra veckor från utlysandet av valet. Valen hålls vanligen på vardagar.
Den 1 november 2022 hölls det senaste valet till Folketinget. Som en följd av valet ersattes den tidigare socialdemokratiska enpartiregeringen med en blocköverskridande koalition, regeringen Frederiksen II, bestående av Socialdemokratiet, Venstre och Moderaterne.
Om Folketinget lyckas genomföra en misstroendeförklaring mot regeringen tvingas den avgå. Danmark styrs oftast av minoritetsregeringar.
Förutom fastlandet hör ön Grönland och ögruppen Färöarna till Danmark i Rigsfællesskabet. Öarna är självstyrande i fråga om inrikespolitik.

### Administrativ indelning

Danmarks indelning i regioner.

Sedan 1 januari 2007 är Danmark indelat i 98 kommuner och fem regioner. Kommunerna är enligt grundlagen självstyrande och ansvarar för barnomsorg, folkskola, äldreomsorg, samhällsplanering, teknisk förvaltning på lokalnivå, miljötillsyn samt ett med staten delat ansvar för arbetsmarknad och försörjningsstöd. Kommunernas verksamhet finansieras genom kommunalskatt, statliga rambidrag, statliga ersättningar för vissa verksamheter samt taxor och avgifter.
Regionernas huvudsakliga ansvarsområde är sjukvård, och då främst driften av sjukhus som utgör den dominerande utgiftsposten. Dessutom ansvarar regionen för viss socialomsorg och specialundervisning, samt för regional utveckling. Regionerna saknar egen beskattningsrätt utan finansieras till merparten genom en statlig rambudget för sjukvårdsuppgiften. De får också bidrag från kommunerna i regionen.
Den administrativa indelningen är följden av en omfattande strukturreform, där Danmark fram till 2006 var indelat i 270 primärkommuner och 16 amt och amtskommuner. När reformen trädde i kraft 1 januari 2007 reducerades antalet primärkommuner kraftigt genom sammanslagningar och indelningsjusteringar. Samtidigt lades de 13 amten ned. De nya regioner som bildades gavs en ny organisationsform, och landet har sedan dess inga sekundärkommuner. Reformen innebar också stora förändringar i ansvarsfördelningen mellan stat, kommun och regional nivå. Regionalt organiserat ansvar minskade, medan statens och kommunernas ansvar ökade och omfördelades mellan nivåerna.

#### Regioner efter antal invånare
- Region Hovedstaden
- Region Mittjylland
- Region Syddanmark
- Region Själland
- Region Nordjylland

### Rättsväsen
Enligt Danmarks grundlag är den lagstiftande, verkställande och dömande makten separerade, så att domstolarna – oberoende av statschef, parlament och regering – ansvarar för den dömande makten. Det gäller straffrättsliga ärenden så väl som tvistemål mellan personer, organisationer och myndigheter. Domstolarna prövar också lagligheten i myndighetsbeslut och att lagstiftningen överensstämmer med grundlagen och annan överordnad rätt såsom de internationella konventioner Danmark skrivit under. Domstolarna avgör även exekutions- och obeståndsfrågor, arvs- och bodelningsärenden samt är inskrivningsmyndighet för bland annat fastighets- och fordonsärenden.

#### Domstolar och nämnder
Danmarks domstolar (Danmarks Domstole) består av de allmänna domstolarna och ett antal fristående nämnder, och styrs i huvudsak av Domstolsstyrelsen. Som allmänna domstolar räknas Højesteret, landsrätterna, by- och kretsrätterna samt Sø- og Handelsretten och Tingslysningsretten. Då Danmark är medlem av Europeiska Unionen (EU) och har skrivit under Europakonventionen om mänskliga rättigheter kan vissa fall även överklagas till EU-domstolen respektive Europadomstolen.
Domstolsstyrelsen och flera fristående nämnder reglerar domstolsväsendets förutsättningar, domares utnämning och villkor. Den särskilda överklagansrätten (Den Særlige Klageret) beslutar om resning, klagomål mot domares och andra domstolsjuristers tjänsteutövning, samt avskedande av domare, avskedande och förflyttning av övriga jurister samt avsättning av medlemmar i Domstolsstyrelsen.
Ungdomskriminalitetsnævnet beslutar om förebyggande insatser för barn och ungdomar i åldrarna 10–17 år som begår eller löper risk att begår brott. En fristående nämnd beslutar om prövningstillstånd vid överrätt samt hanterar överklagan av rättsstödsfrågor.

#### Domstolsindelning
Sedan 1 januari 2007 är Danmark indelat i 24 rättskretsar (byretskredse), därtill en rättskrets för Färöarna, fyra rättkretsar och en riksövergripande domstol för Grönland, tre landsrätter och två specialdomstolar.
| Byretskredse (första instans)              | Landsret (andra instans)           | Højesteret (sista instans)         |
| ------------------------------------------ | ---------------------------------- | ---------------------------------- |
| Københavns Byret                           | Østre Landsret                     | Højesteret                         |
| Retten i Glostrup                          | Østre Landsret                     | Højesteret                         |
| Retten i Helsingør                         | Østre Landsret                     | Højesteret                         |
| Retten i Hillerød                          | Østre Landsret                     | Højesteret                         |
| Retten i Holbæk                            | Østre Landsret                     | Højesteret                         |
| Retten i Lyngby                            | Østre Landsret                     | Højesteret                         |
| Retten i Nykøbing Falster                  | Østre Landsret                     | Højesteret                         |
| Retten i Næstved                           | Østre Landsret                     | Højesteret                         |
| Retten i Odense                            | Østre Landsret                     | Højesteret                         |
| Retten i Roskilde                          | Østre Landsret                     | Højesteret                         |
| Retten i Svendborg                         | Østre Landsret                     | Højesteret                         |
| Retten i Sønderborg                        | Østre Landsret                     | Højesteret                         |
| Retten på Frederiksberg                    | Østre Landsret                     | Højesteret                         |
| Retten på Bornholm                         | Østre Landsret                     | Højesteret                         |
| Retten i Aalborg                           | Vestre Landsret                    | Højesteret                         |
| Retten i Aarhus                            | Vestre Landsret                    | Højesteret                         |
| Retten i Esbjerg                           | Vestre Landsret                    | Højesteret                         |
| Retten i Herning                           | Vestre Landsret                    | Højesteret                         |
| Retten i Hjørring                          | Vestre Landsret                    | Højesteret                         |
| Retten i Holstebro                         | Vestre Landsret                    | Højesteret                         |
| Retten i Horsens                           | Vestre Landsret                    | Højesteret                         |
| Retten i Kolding                           | Vestre Landsret                    | Højesteret                         |
| Retten i Randers                           | Vestre Landsret                    | Højesteret                         |
| Retten i Viborg                            | Vestre Landsret                    | Højesteret                         |
| Övriga allmänna domstolar (första instans) | Landsret (andra instans)           | Højesteret (sista instans)         |
| Retten på Færøerne                         | Østre Landsret                     | Højesteret                         |
| Kujalleq Kredsret                          | Grønlands Landsret                 | Højesteret                         |
| Qaasuitsoq Kredsret                        | Grønlands Landsret                 | Højesteret                         |
| Qeqqa Kredsret                             | Grønlands Landsret                 | Højesteret                         |
| Sermersooq Kredsret                        | Grønlands Landsret                 | Højesteret                         |
| Retten i Grønland                          | Grønlands Landsret                 | Højesteret                         |
| Sø- og Handelsretten                       | Østre Landsret                     | Højesteret                         |
| Sø- og Handelsretten                       |                                    | Højesteret                         |
| Tingslysningsretten                        | Vestre Landsret                    | Højesteret                         |
| Noter:                                     | [ 22 ] [ 24 ] [ 25 ] [ 26 ] [ 34 ] | [ 22 ] [ 24 ] [ 25 ] [ 26 ] [ 34 ] |

### Internationella relationer
Danmark är med i Europeiska unionen, Organisationen för ekonomiskt samarbete och utveckling, Nato och Förenta nationerna samt flera andra internationella organisationer.

### Försvar

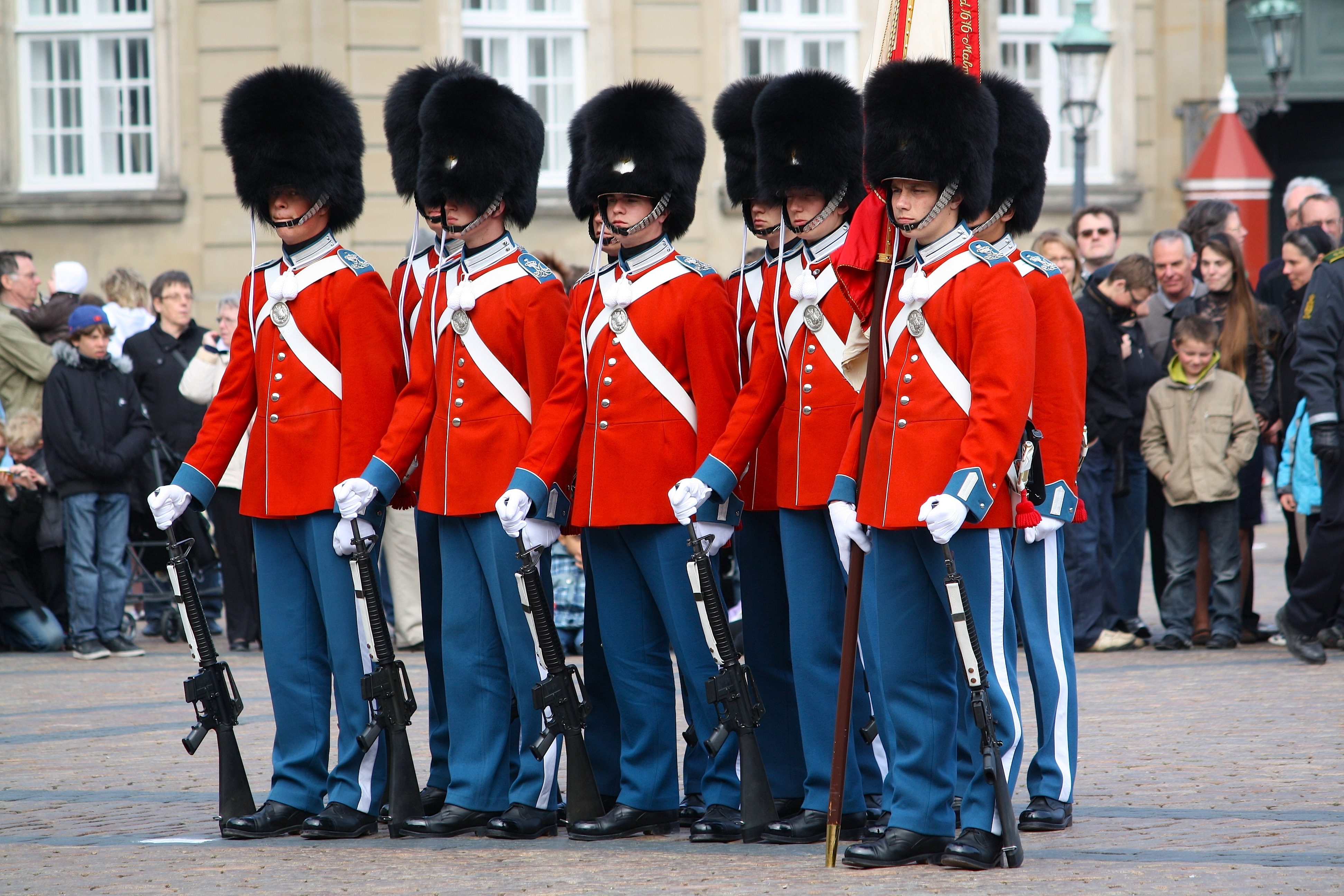
Den Kongelige Livgarde.

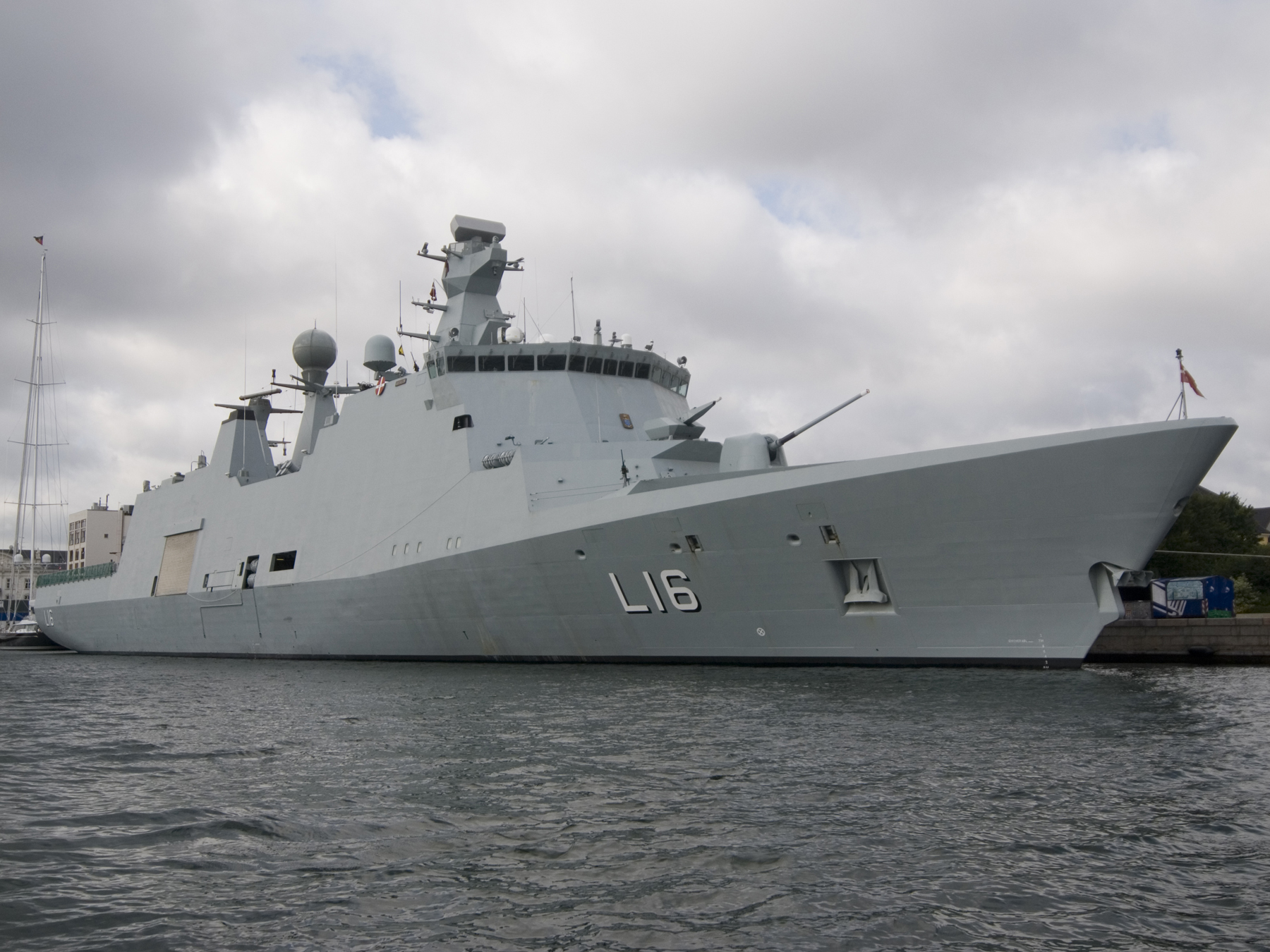
HMDS Absalon vid kaj i Köpenhamn.

Danmarks försvarsmakt består av Hæren (armé), Hjemmeværnet (hemvärn), Søværnet (marin) och Flyvevåbnet (flygvapen) och styrs av en försvarschef som är underställd försvarsministern.
Det danska försvaret byggdes upp från grunden efter den tyska ockupationen under andra världskriget. Danmark fick hjälp av USA och andra allierade i Nato, och därför bestod mycket av den danska arméns materiel av utrustning som de allierade hade tillverkat under kriget. Först omkring 1950 började försvaret att nå den storlek som krävdes från Natos sida i alliansen mot östblocket. Däremot låg försvarsmaktens storlek under hela kalla kriget i underkant jämfört med Natos önskemål.
2004 fattade den dåvarande borgerliga regeringen tillsammans med Socialdemokraterne, Radikale Venstre och Dansk Folkeparti ett försvarsbeslut som skulle reformera det danska försvaret efter försvarspolitikens nya villkor. Avsaknaden av ett verkligt militärt hot har gjort att det gamla mobiliseringsförsvaret ska avskaffas, till förmån för en insatsberedskap där danska styrkor under FN:s eller Natos ledning kan verka i oroliga regioner, antingen som fredsbevarande styrkor eller i regelrätta militära operationer.
Sedan 1992 har 25 000 danska soldater stridit utomlands. Av dessa har 49 stupat i direkt samband med kriget.

## Ekonomi och infrastruktur

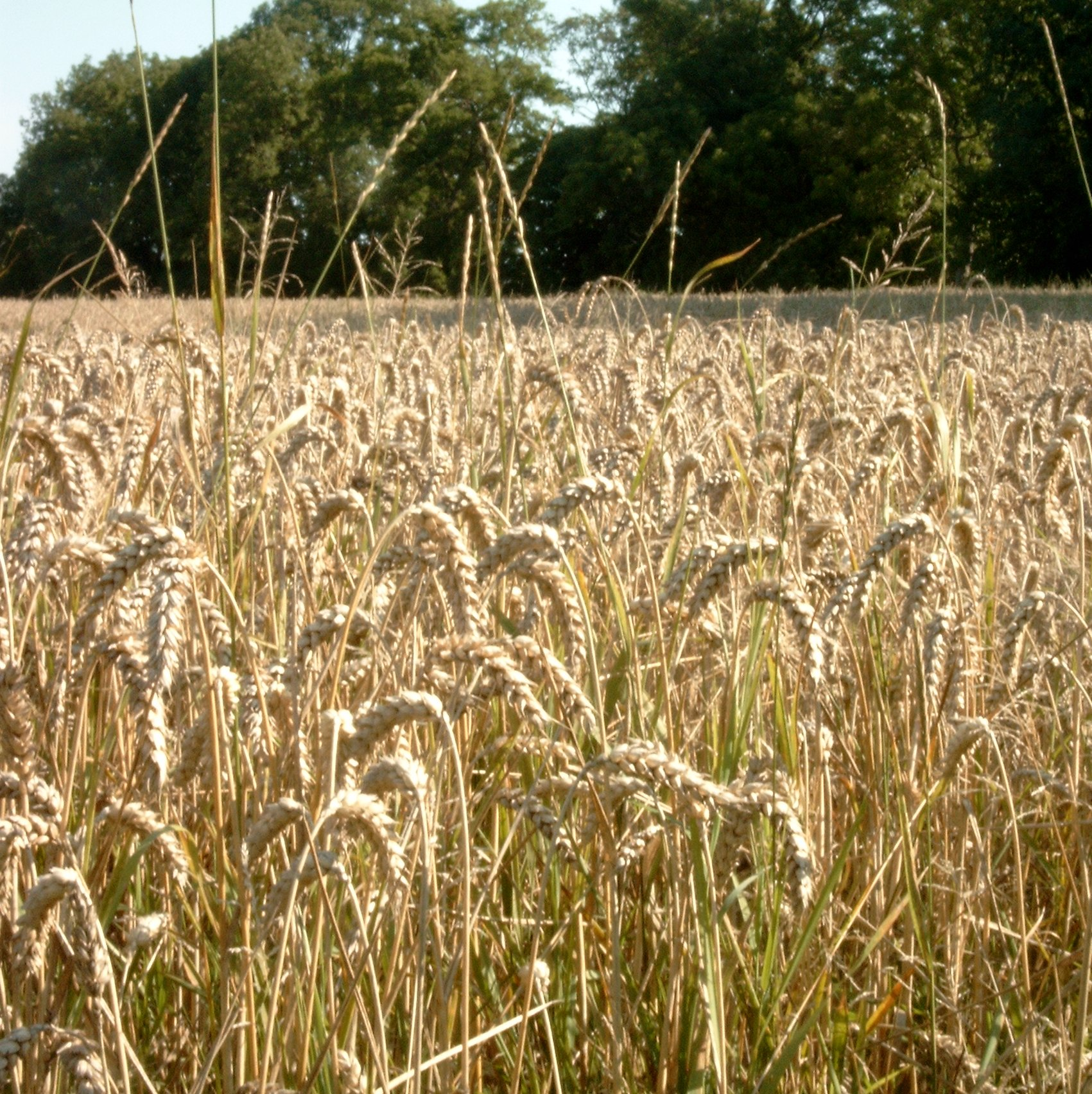
Danskt vetefält

68 procent av den danska arbetskraften är medlemmar i fackföreningar (2015), och förhållandet mellan fackföreningarna och arbetsgivarna bygger på ett bra samarbete, då fackföreningarna har en daglig roll i att sköta arbetsplatserna, och deras representanter ofta sitter i de stora företagens styrelser. Lön och arbetstider förhandlas fram mellan fackföreningar och arbetsgivare, med minimal statlig inblandning. Arbetslösheten 2008 (juli) var 1,6 % (44 000 personer), en nedgång med 1 800 jämfört med juni 2008. Den nya beräkningen inkluderar exempelvis inte arbetslösa på semester. Enligt Eurostat var arbetslösheten 7 % i januari 2014. Arbetslösheten väntas uppgå till 65 000 år 2015 efter den gamla metoden; antal personer med anknytning till arbetsmarknaden växer med 10 000 till sammanlagt 2 860 000 och antalet heltidsarbetsplatser med 70 000 till 2 790 000.
Den danska regeringen har lyckats mer än väl med att nå de ekonomiska mål som krävs för att delta i EMU:s tredje fas, det vill säga att delta i valutasamarbetet. Dock röstade de danska medborgarna i september 2000 nej till att införa euron. Den danska valutan är däremot ändå knuten till euron.

### Näringsliv
Danmark är en marknadsekonomi med ett högteknologiskt jordbruk, modern industri [källa behövs], hög välfärd och en bra levnadsstandardMall:Källa behöv, en stabil valutaMall:Källa behöv och ett stort beroende av handel med utlandet. Danmark är en nettoexportör av mat och energi, och har en bra betalningsbalans.

#### Råvaror
Förutom betydande olje- och gasfyndigheter i Nordsjön har Danmark nästan inga råvaror. Landet är självförsörjande med sand, lera, grus, salt, kalksten och krita. År 1970 hittade man olja och gas i den danska delen av Nordsjön och Danmark är en nettoexportör av olja och naturgas med en oljeproduktion på 376 900 fat/dag (2003) och en oljeförbrukning på 188 300 fat/dag (2003).

#### Turism
Visitdenmark är dansk turisms officiella turistorganisation. Huvudkontoret ligger i Köpenhamn. I Stockholm finns ett av de större utlandskontoren, med 9 personer som har till uppgift att få svenskarna att välja Danmark för sina semesterresor eller möten.

### Infrastruktur

#### Transporter

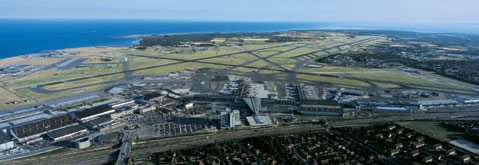
Kastrup

I Köpenhamn finns den interkontinentala flygplatsen Kastrup, Nordens mest trafikerade, med över 29 milj passagerare/år, belägen ca sju kilometer från stadens centrum och helt nära Öresundsbrons fäste. Att höjden över havet är försumbar, omgivande terräng flack och banorna långa och välutrustade gör att Kastrup räknas till de säkraste flygplatserna i världen. Det finns tre banor: 04L/22R, 04R/22L samt 12/30. Bana 22L är utrustad med landningssystemet Instrument Landing System (ILS kategori 3), vilket innebär att flygplan (med rätt utrustning ombord) kan landa även om sikten är noll meter.
Många av passagerarna är från södra Sverige. Detta beror på att Öresundsbron ger bekväma anslutningar. Ett stort antal flygbolag har linjer till Kastrup; dominerande är SAS, vars trafik utgår härifrån. De två största av flygplatsens tre terminaler är avsedda för internationell trafik. En fjärde terminal var planerad att byggas men planerna lades i malpåse 2013. Under dagtid avgår ett flygplan varannan minut.
Kastrup har både en tunnelbanestation, varifrån man snabbt kan ta sig till Köpenhamns centrum, och en underjordisk järnvägsstation med bland annat direkttågförbindelser till hela södra och västra Sverige samt till Helsingör via Köpenhamns centrum.
Billund nära Vejle och Legoland är Jyllands största flygplats. Det finns även ett antal mindre trafikflygplatser i Danmark, bland annat i Ålborg, Århus och Roskilde samt på Bornholm.

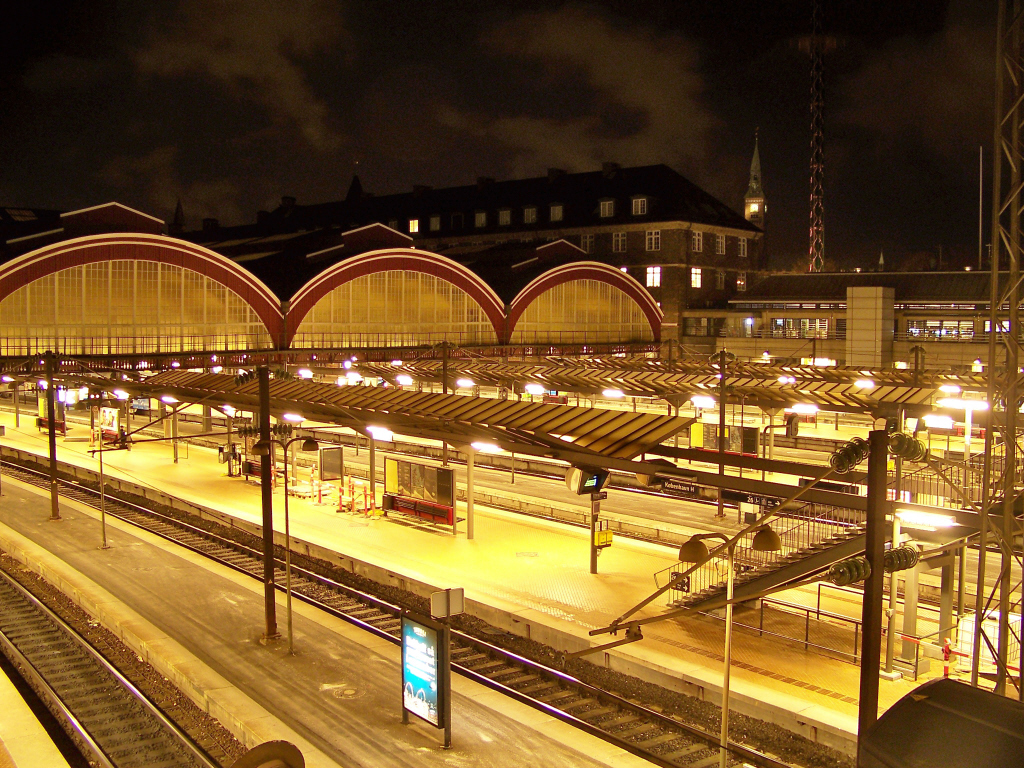
Hovedbanegården i Köpenhamn.

Järnvägarna är förhållandevis väl utbyggda i Danmark. Järnvägsnätet når ut till de flesta delar av landet och banstandarden är relativt hög. Landskapet har medgivit anläggandet av raka banor, då problem som berg och sjöar saknas. Öarna har knutits samman först med tågfärjor vilka efter hand ersatts med broar. 
Det har även funnits järnväg på Bornholm.
Dock är få linjer elektrifierade, och Danmark ligger i detta avseende långt efter övriga Europa. Före 1990-talet var det endast Köpenhamns S-tåg som var elektrifierat. I samband med, och strax före, invigningen av Stora Bältbron invigdes de första elektrifierade banorna. (Att en sträcka är elektrifierad innebär dock inte att all trafik på banan körs med elektriska tåg). Möjlighet att köra elektriska tåg finns på sträckorna Helsingör-Köpenhamn, Köpenhamn-Kastrup-Malmö och vidare, Köpenhamn-Ringsted-Odense-Fredericia-Padborg-Flensburg och vidare i Tyskland, samt sträckan Sønderborg-Tinglev och Fredericia-Vejle.
En ny järnväg för hög hastighet (250 km/h) har byggts mellan Köpenhamn och Ringsted, inför den kommande Fehmarn Bältbron till Tyskland. Banan har en mellanstation, Køge Nord, strax nordväst om Køge (för byte till S-tåg och regionaltåg mot Roskilde). Banan öppnades 2019.
Huvudlinjer
- Köpenhamn – Köpenhamns flygplats – Sverige
- Köpenhamn – Odense - Fredericia – Århus – Ålborg
- Köpenhamn – Odense - Kolding – Esbjerg
- Köpenhamn – Odense - Kolding – Sønderborg/ – Padborg – Tyskland
- Köpenhamn – Nykøbing Falster

Nattågstrafiken från Köpenhamn har upphört. Däremot finns det nattåg som går mellan Sverige och Tyskland som passerar genom Danmark.
Tågen går nästan uteslutande efter fasta minuttal. Frånsett de minsta lokalbanorna, vilka oftast är ägda av regionerna, så äger Banedanmark själva järnvägsnätet, medan DSB sköter persontågen utom på några linjer med upphandlad trafik. Tågtyper under DSB är Köpenhamns Re-tåg (regionaltåg), vilka stannar på alla stationer, Intercity som stannar i städer samt IC-lyn (lyn = blixt), som bara stannar i större städer. Skånetrafiken ansvarar för Öresundstågen även inom Danmark. 
SJ kör X2000-tåg till Stockholm. Tåg till Hamburg går via Fyn-Jylland.
Sedan sent 1960-tal har Danmark byggt upp ett motorvägsnät, från Hirtshals och Frederikshavn i norr till Rödby (på Lolland) och Padborg (på Jylland) i söder liksom från Esbjerg i väster till Köpenhamn och Helsingör i öster. Motorvägsnätet är sammankopplat med det svenska över Öresundsbron och det tyska vid Padborg.
Även övriga vägnätet är förhållandevis bra utbyggt och vägarna är bra underhållna. Även de mindre vägarna är i gott skick. Danska landsvägar är dock förhållandevis ofta smala och många gånger går de genom samhällena. Det finns många sträckor främst av det äldre vägnätet som är nära nog "spikraka" åtskilliga mil. Ett bra exempel på detta är gamla huvudvägen från Köpenhamnsområdet söderut mot Falster. Tillsammans med det flacka landskapet är den danska geografin präglad av öar samt på Jylland även av fjordar. Antalet broar och tunnlar är därför stort. Inrikes färjetrafik är fortfarande av stor betydelse inte bara till brolösa öar utan även på andra sträckor. Dubbade vinterdäck tillåtna i Danmark men används bara i ringa omfattning.

## Befolkning

### Demografi

#### Större städer
| Största städer i Danmark | Största städer i Danmark | Största städer i Danmark | Största städer i Danmark          | Största städer i Danmark | Största städer i Danmark | Största städer i Danmark | Största städer i Danmark          | Största städer i Danmark | Största städer i Danmark |
|                          | Rank                     |                          | Danmarks administrativa indelning | Befolkning               | Rank                     |                          | Danmarks administrativa indelning | Befolkning               |                          |
| ------------------------ | ------------------------ | ------------------------ | --------------------------------- | ------------------------ | ------------------------ | ------------------------ | --------------------------------- | ------------------------ | ------------------------ |
| Köpenhamn Århus          | 1                        | Köpenhamn                | Region Hovedstaden                | 1 295 686                | 11                       | Horsens                  | Region Mittjylland                | 58 480                   | Odense Ålborg            |
| Köpenhamn Århus          | 2                        | Århus                    | Region Mittjylland                | 269 022                  | 12                       | Vejle                    | Region Syddanmark                 | 55 876                   | Odense Ålborg            |
| Köpenhamn Århus          | 3                        | Odense                   | Region Syddanmark                 | 176 683                  | 13                       | Lyngby-Tårbæks kommun    | Region Hovedstaden                | 55 240                   | Odense Ålborg            |
| Köpenhamn Århus          | 4                        | Ålborg                   | Region Nordjylland                | 113 417                  | 14                       | Hvidovre                 | Region Hovedstaden                | 52 964                   | Odense Ålborg            |
| Köpenhamn Århus          | 5                        | Frederiksberg            | Region Hovedstaden                | 105 037                  | 15                       | Roskilde                 | Region Själland                   | 50 393                   | Odense Ålborg            |
| Köpenhamn Århus          | 6                        | Gentofte                 | Region Hovedstaden                | 75 805                   | 16                       | Greve                    | Region Själland                   | 49 921                   | Odense Ålborg            |
| Köpenhamn Århus          | 7                        | Esbjerg                  | Region Syddanmark                 | 72 261                   | 17                       | Herning                  | Region Mittjylland                | 49 229                   | Odense Ålborg            |
| Köpenhamn Århus          | 8                        | Gladsaxe kommun          | Region Hovedstaden                | 68 775                   | 18                       | Helsingör                | Region Hovedstaden                | 47 123                   | Odense Ålborg            |
| Köpenhamn Århus          | 9                        | Randers                  | Region Mittjylland                | 62 563                   | 19                       | Silkeborg                | Region Mittjylland                | 44 333                   | Odense Ålborg            |
| Köpenhamn Århus          | 10                       | Kolding                  | Region Syddanmark                 | 60 300                   | 20                       | Næstved                  | Region Själland                   | 43 234                   | Odense Ålborg            |

#### Urbanisering
Danmark har ca 5,8 miljoner invånare varav knappt en fjärdedel bor i Storköpenhamn. Omkring en tredjedel av landets befolkning bor inom Hovedstadsregionen (inte att förväxla med den nya "Region Hovedstaden"). Av 5 475 791 invånare (2008) bodde 3 010 443 väster om Stora Bält på en 32 772 km² stor landyta (befolkningstäthet: 91 per km²), 2 465 348 (45%) bodde på en 9 622 km² stor landyta (befolkningstäthet: 256 per km²) i Østdanmark.

#### Migration
År 2007 var 91,1% av Danmarks befolkning av danskt ursprung. Många utländska personer med europeisk bakgrund kommer från Sverige, Tyskland, Polen, Island, f.d Jugoslavien och Norge. Många personer med icke-europeiskt ursprung kommer från Irak, Libanon, Pakistan, Somalia och Turkiet.

### Språk
Danmarks nationalspråk är danska, som är ett indoeuropeiskt, germanskt och nordiskt språk. Det danska språket är således närmast släkt med svenska, norska, färöiska och isländska. Danskan är så nära besläktad med svenska och norska att talare av språken utan större svårigheter kan förstå varandra. De tre språken bildar ett skandinaviskt dialektkontinuum.
Det finns inget officiellt språk, men danska är lagstadgat som rättsspråk (i rättegångslagen) och sedan 1997 gäller också en rättskrivningslag som förpliktigar offentliga myndigheter att använda officiell dansk rättstavning. I de självstyrande områdena Färöarna och Grönland gäller jämte danska färöiska respektive grönländska som officiella språk. Den tyska minoriteten i södra Jylland har ett eget skolsystem och andra institutioner där tyska används.
Invandrarspråken är främst turkiska, urdu, arabiska och somaliska.

### Religion

#### Kristna

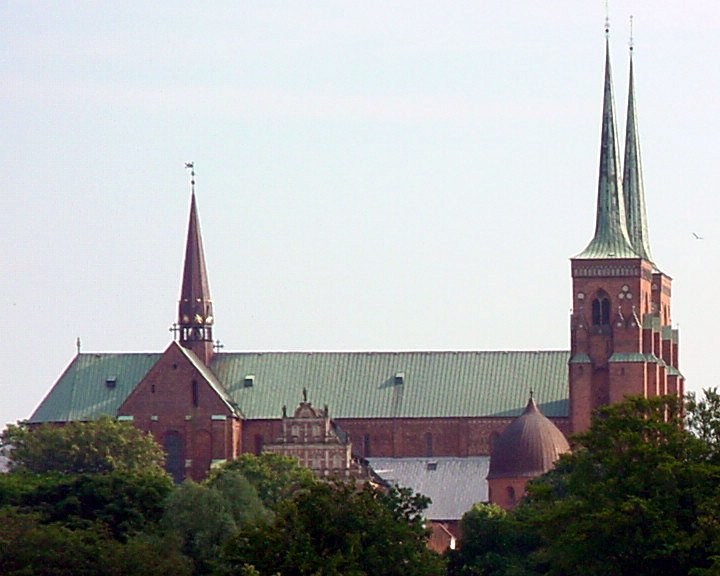
Roskilde domkyrka.

72,1 procent av befolkningen tillhör Den Danske Folkekirke som har en särskild rättslig status. I grundlagens artikel 4 står att "Den evangelisk-lutherska kyrkan är den danska folkkyrkan och understöds som sådan av staten". Statschefen skall enligt lag tillhöra folkkyrkan och kyrkoministern är kyrkans högste administrative ledare.
Danske Kirkers Råd är den bredaste och största (kristet) ekumeniska organisationen i Danmark.

#### Trossamfund
Följande registrerade trossamfund har, genom kunglig tillkännagivelse, fått rätt att utföra kyrkliga handlingar med civilrättslig giltighet (vigslar m.m.): Danska Baptistsamfundet, Metodistkyrkan, Mosaiska trossamfundet, Norska kyrkans församling i Kong Haakons Kirke i Köpenhamn, Reformerta kyrkan i Fredericia, Romersk-katolska kyrkan med omkring 35 000 medlemmar (0,6 procent), Rysk-ortodoxa kyrkan i Köpenhamn, St. Alban's English Church i Köpenhamn, Svenska Gustafsförsamlingen i Köpenhamn och Tysk-reformerta församlingen i Köpenhamn.
Sedan den nya äktenskapslagen 1970 registreras inte fler trossamfund. Istället stadgas (i § 16) att präster och andra andliga ledare inom ett "egentligt" trossamfund kan få vigselrätt. År 1999 utgav Kirkeministeriet riktlinjer för vilka kriterier som bör uppfyllas av sådana egentliga trossamfund. Dessa samfund får, förutom vigselrätt, skattebefrielse och rätt att anlägga egen begravningsplats. Trossamfund som erhållit dylikt godkännande är: Apostolsk Kirke, asatroende, Bahá'í, Evangelisk Frikirke Danmark, Frälsningsarmén, hinduismen, islam (över 3 procent av invånarna), Jehovas vittnen, Jesu Kristi Kyrka av Sista Dagars Heliga, Koptisk-ortodoxa kyrkan, Pingströrelsen, sikher, sjundedagsadventister och flera andra.

### Sociala förhållanden
Som i många andra länder kan den danska kvinnorörelsen historiskt uppdelas i en tidig period i början av 1900-talet som stred för rösträtt och erkännande av husligt arbete, och en senare period under 1960–1970-talet som krävde fri abort och att alla kvinnor borde gå på arbetsmarknaden. I jämställdhetsindex 2013 från Europeiska jämställdhetsinstitutet (EIGE) ligger Danmark på andra plats i EU, efter Sverige. I Gender Inequality Index från UNDP ligger Danmark på 4:e plats efter Slovenien, Schweiz och Tyskland. 1976 infördes en lag om lika lön mellan män och kvinnor. Lönegapet mellan män och kvinnor i jämförbara jobb är fortfarande 4-7 procent. Sedan 2012 är statsliga och privata företag förpliktade att definiera en politik för att öka antalet kvinnor i beslutsorgan. I den offentliga debatten diskuteras ofta lönegapet, villkoren för kvinnor bland invandrare, balansen mellan jämställdhet, könsaktivism och politisk korrekthet (som ibland jämförs med den svenska situationen), diskriminering av män i kvinnojobb och villkoren för pojkar gentemot flickor i skolan.
Danmark strök officiellt homosexualitet från listan över sjukdomar 1981 och införde som världens första land registrerat partnerskap 1989. Sedan 2012 finns samkönat äktenskap, även i Folkekirken och de trosgemenskaper som har valt att erbjuda detta. Hälsoministern har planerat att stryka transsexualitet från sjukdomslistan 1 januari 2017. Sedan 2009 finns möjlighet för könsneutral definition i pass och sedan 2012 juridiskt könsbyte genom ändring av personnummer.

## Kultur
Danmarks kultur är sammanflätad med Sveriges, inte minst därför att väsentliga delar av Sverige (Skåne, Halland, Blekinge) var viktiga danska områden fram till mitten av 1600-talet. Dessutom är danskar och svenskar folk med ett gemensamt ursprung som talar nära besläktade språk. Men samtidigt har Danmark i hög grad påverkats av sitt kontinentala läge, särskilt närheten till Tyskland och Nederländerna.
Danmark blev officiellt kristet omkring år 960 och fick därmed på allvar del i den samtida europeiska konsten och arkitekturen. De första kyrkorna var stavkyrkor, men snart byggdes kyrkor i sten efter europeiskt mönster. Domkyrkorna i Ribe och Viborg började uppföras i gråsten omkring 1100. Domkyrkan i Lund (Danmarks första ärkebiskopssäte år 1104) – byggdes i sandsten efter tysk förebild (tegel).

### Massmedier

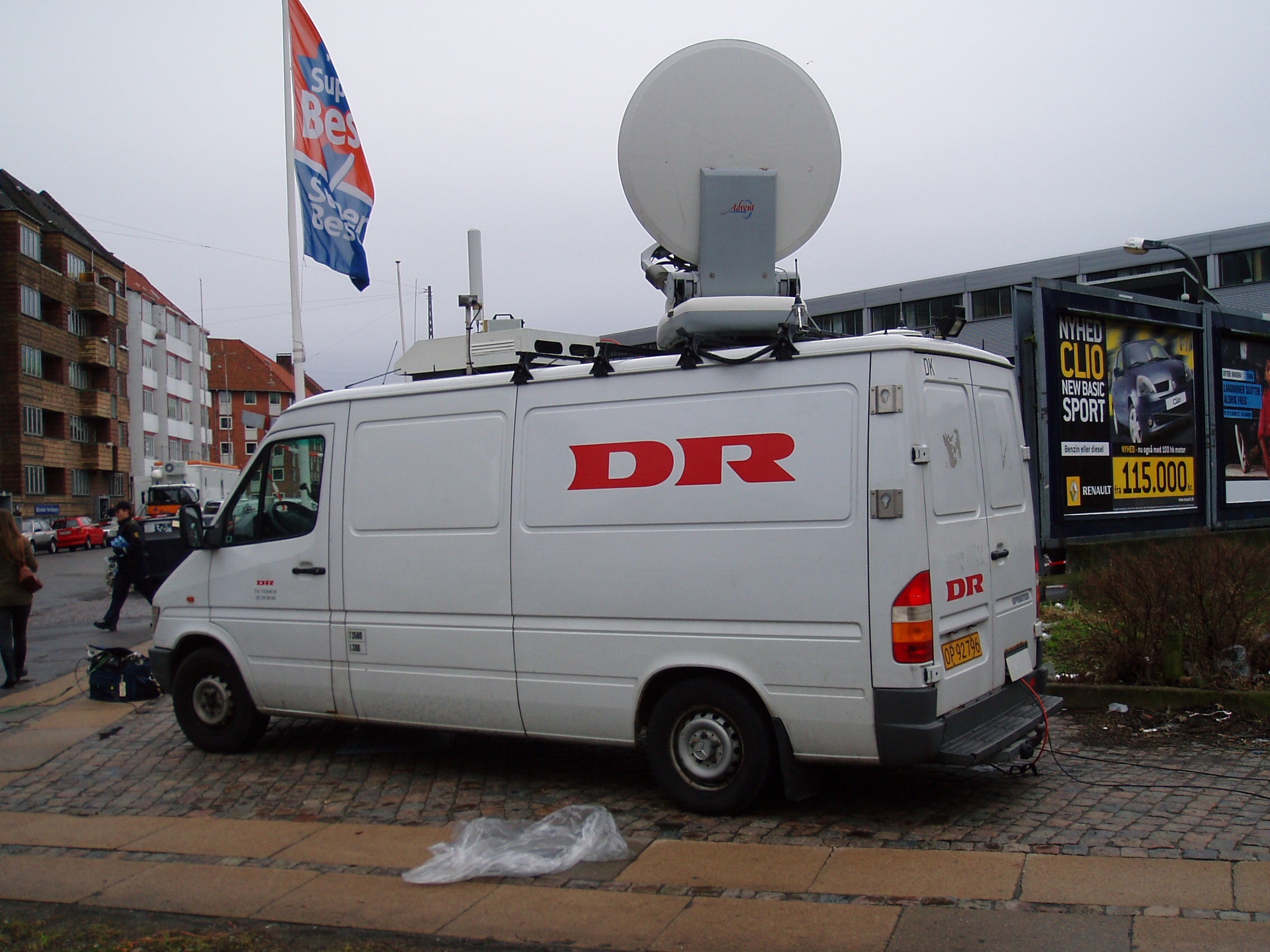
En av DR:s bilar.

Danmark beslutade sig för att satsa på television redan 1949/50, och reguljära sändningar startade 1953. Sändningarna spillde över till Sverige, vilket var en viktig faktor när Sverige till sist införde TV. Länge hade Danmarks Radio monopol och sände endast en kanal. Färg-TV kom runt 1970, men först 1980 sändes nyheterna (TV-Avisen) i färg. 1988 införde Danmark tillstånd att konkurrera med Danmarks Radio - först ut var Kanal 2, som enbart sände i Köpenhamnsområdet. Fart på den marksända konkurrensen blev det dock inte förrän staten införde en reklamfinansierad konkurrent till Danmarks Radio året efter, 1989, då TV2 startade rikstäckande sändningar från Odense, som också innehöll 30 minuters regional TV över hela landet.
Den 1 oktober 2009 gick Danmark över till digital TV, i motsats till Sverige sänds flertalet MUX:ar MPEG-4-kodade, vilket gör att HDTV nu kan tas in av alla som bara har en vanlig UHF-antenn för DVB-T-teknik (det vill säga eventuella analoga filter på äldre UHF antenner kan behöva tas bort). För de flesta räcker det med en bordsantenn. I Köpenhamnsområdet är följande kanaler mottagbara via antenn (TV-licens fungerar som i Sverige): DR1, DR2, DR HD, DR K, DR Update (nyheter), Kanal København, Hovedstadskanalen, TV2-Lorry samt en "provkanal" och en teckentolkningskanal. Dessa kanaler kan också tas in antingen med bordsantenn eller takantenn enligt ovan i större delen av Skåne samt eventuellt i Laholm-Halmstadstrakten.
Dessutom finns ett utbud med kabel-TV och betalkanaler likt bland annat Sverige. TV3, TV3+ och TV3 Puls ingår i samma koncern som svenska TV3, MTG. Kanal 4, Kanal 5 ,The Voice TV och 6'eren tillhör SBS TV som i Sverige också driver Kanal 5 och Kanal 9, SBS driver även flertalet reklamradio kanaler såsom Nova FM, Radio 100, Radio soft och The Voice. För mottagning från satelliter med parabolantenn gäller givetvis samma som för Sverige, så att till exempel invandrare kan ofta ta in sitt hemlands TV.
I Köpenhamnsområdet kan danskar ta in marksänd svensk TV och i landets södra delar kan man ta in tysk TV. Under tiden Östtyskland existerade kunde man på vissa platser ta in tre västtyska (ARD, ZDF, N3) och två östtyska kanaler. Av danska TV-sändare finns två stycken hjälpsändare placerade utanför Danmark. En i tyska Flensburg och en i Landskrona.

### Helgdagar och högtider
| - Juldagen - Kristi himmelsfärdsdag - Pingstdagen - Annandag pingst - Danmarks grundlagsdag - Annandag påsk - Annandag jul - Nyårsdagen - Påskdagen - Skärtorsdagen - Långfredagen - Store bededag, –31 december 2023 Denna lista hämtas från Wikidata. Informationen kan ändras där. |

Danmark har många traditionella helgdagar, som nyår, påsk (inklusive skärtorsdagen), Kristi himmelsfärdsdag (alltid på en torsdag, och många tar ledigt även på fredagen), samt pingst, där även annandag pingst är en helgdag. För cirka 250 år sedan hade Danmark fler kristna helgdagar, men de slogs samman till en enda dag kallad "store bededag" (stora bönedagen). Även om dagen inte längre präglas av bön, är den en uppskattad vårfredag. Regeringen försökte avskaffa den våren 2012, men det mötte motstånd. Helgdagen avskaffades inför 2024.
Danmarks grundlagsdag (grundlovsdag) firas den 5 juni, men efter den är nästa lediga dag först vid jul. Då är både julafton, juldagen och annandag jul helgdagar. Danmark firar inte midsommar som i Sverige, men den 23 juni firas Sankt Hans afton med bål och sång, även om det inte är en officiell helgdag. De mest uppskattade helgdagarna infaller ofta i maj och juni, samt under julen. Traditionell julaftonsmat kan vara fläskstek, men även anka eller gås, vilket också är vanligt på Mortensafton den 10 november.

### Sport
Fotboll, cykel, simning, badminton och handboll är populära sporter. Danmark har även nått stora framgångar i bågskytte och segling. Det spelas även mer biljard än i Sverige, och man har nått framgångar i trevallars carambole vid flera tillfällen. Även amerikansk fotboll har växt fram mycket de senaste åren. Danmark har även en av världens bästa tennisspelare på damsidan, Caroline Wozniacki.

## Internationella rankningar
| Organisation                                | Undersökning                   | Rankning  |
| ------------------------------------------- | ------------------------------ | --------- |
| Heritage Foundation/The Wall Street Journal | Index of Economic Freedom 2019 | 8 av 180  |
| Reportrar utan gränser                      | Pressfrihetsindex 2020         | 3 av 180  |
| Transparency International                  | Corruption index 2019          | 1 av 180  |
| FN:s utvecklingsprogram                     | Human Development Index 2018   | 11 av 189 |